# سیارک ۱۷۸۳۱
سیارک ۱۷۸۳۱ (به انگلیسی: 17831 Ussery، نامگذاری:1998HW35) هفده هزار و هشتصد و سی و یکمین سیارک کشف شده‌است که در ۲۰ آوریل ۱۹۹۸ کشف شد.
قدر مطلق سیارک برابر ۱۷.۰ است.